# Schlacht von Calatafimi
Bei der Schlacht von Calatafimi (italienisch Battaglia di Calatafimi) nahe Calatafimi Segesta, einem Ort nahe der westsizilianischen Provinzhauptstadt Trapani, schlugen die Truppen Giuseppe Garibaldis am 15. Mai 1860 die bourbonischen Streitkräfte unter General Francesco Landi. Nach dem Sardinischen Krieg in Oberitalien organisierte Garibaldi den sogenannten „Zug der Tausend“. Mit 1000 Freiwilligen wollte er die italienische Einigung (Risorgimento) auch in Süditalien gegen die neapolitanischen Bourbonen durchsetzen. Nach der Landung bei Marsala stießen die 1000 Freiwilligen Garibaldis, die sogenannten „Rothemden“, bei Calatafimi auf etwa 3000 Soldaten des Königreichs Neapel.

## Ablauf der Schlacht
Garibaldi marschierte nach der Ausschiffung (11. Mai) auf einem Weg im Landesinneren in Richtung Palermo. Er hoffte, auf diese Weise in der kritischen Anfangsphase den bourbonischen Truppen zunächst aus dem Weg zu gehen. In dieser ersten Phase erhielt Garibaldi bereits Verstärkungen in der Form einheimischer Aufständischer. Am 15. Mai sichteten bourbonische Aufklärungseinheiten Garibaldis Rothemden bei Calatafimi. Zu diesem Zeitpunkt befanden sich die in zwei Bataillonen organisierten Kräfte Garibaldis auf dem Hügel von Pietralunga. Landi verfügte über etwa 3000 Soldaten und bereitete sich eher auf eine Polizeiaktion gegen Rebellen vor als auf eine Schlacht. An der Schlacht selbst waren etwa 1200–1300 Rothemden und 2000–2200 Neapolitaner beteiligt. Sie begann am 15. Mai um die Mittagszeit mit dem Angriff zweier neapolitanischer Jägerkompanien, die sich unter dem präzisen Feuer genuesischer Freiwilliger zurückziehen mussten. Die Rothemden gingen zum Gegenangriff auf Piante di Romano über, das Bataillon Nino Bixios auf der linken Seite, Garibaldi und sein anderer Bataillonskommandeur, Carini, auf der rechten Seite. Daraufhin eröffneten die vier neapolitanischen Kanonen das Feuer. Der Gegenangriff geriet vor allem wegen der schlechten Bewaffnung der Rothemden in Schwierigkeiten. Den Neapolitanern gelang es im Nahkampf, die Truppenfahne Garibaldis zu erobern, doch gerieten sie immer mehr in Schwierigkeiten, weil der Gegner bei seinem Angriff das terrassenförmige Gelände immer besser zu seinem Vorteil nutzte. Da unter diesen Umständen ihr Gewehrfeuer zusehends unwirksam wurde, warfen die Neapolitaner mit Steinen und verletzten dabei auch Garibaldi. General Landi unterschätzte seinen z. T. in ziviler Kleidung kämpfenden Gegner noch immer und fasste seinen Einsatz weiterhin als eine Art Aufstandsbekämpfung auf. Als Garibaldi gegen 15 Uhr den Bajonett-Angriff befahl, wurde Landi eines Besseren belehrt. Die Rothemden hatten im Nahkampf bald die Oberhand und eroberten auch eine der bourbonischen Kanonen. Garibaldis erschöpfte Rothemden verfolgten die sich bald zurückziehenden Bourbonen nicht und kamen somit eher zu einem moralischen als zu einem militärischen Sieg. Der Weg nach Palermo war frei. In der Stadt trafen sie auf vereinzelten Widerstand. In Milazzo bei Messina schlug Garibaldi die Bourbonen erneut und brachte somit Sizilien definitiv unter seine Kontrolle. Damit war die Grundlage für die Fortsetzung des Feldzuges auf dem Festland geschaffen, der in der Schlacht am Volturno endete.

## Bedeutung
Angesichts der relativ geringen Ausmaße der Schlacht von Calatafimi könnte man diese vom militärischen Standpunkt aus betrachtet in die Rubrik „Unbedeutende Gefechte“ einordnen. Doch politisch und historisch hat diese Schlacht für das italienische „Risorgimento“ und den daraus entstandenen Nationalstaat eine Bedeutung, die nicht unterschätzt werden sollte. Die Rothemden waren bei ihrem Angriff auf dem terrassenförmigen Gelände vor den neapolitanischen Stellungen der Niederlage nahe. Auf den Vorschlag Nino Bixios, sich angesichts der verzweifelten Lage doch zurückzuziehen, sprach Garibaldi die berühmten Worte: No, Nino, qui si fa l'Italia o si muore. („Nein, Nino, hier machen wir Italien oder wir sterben hier“.) Ein Scheitern Garibaldis in dieser Schlacht hätte zur Folge gehabt, dass das Haus Savoyen sein Königreich nur in Norditalien erweitert hätte. In Mittelitalien wäre der Kirchenstaat nicht beseitigt worden und die Bourbonen hätten in Süditalien ihre Feudalherrschaft weitergeführt. Es gab (und gibt) in Italien im Norden wie im Süden etliche Menschen, die einen solchen Ansatz aus verschiedenen Gründen befürworteten.

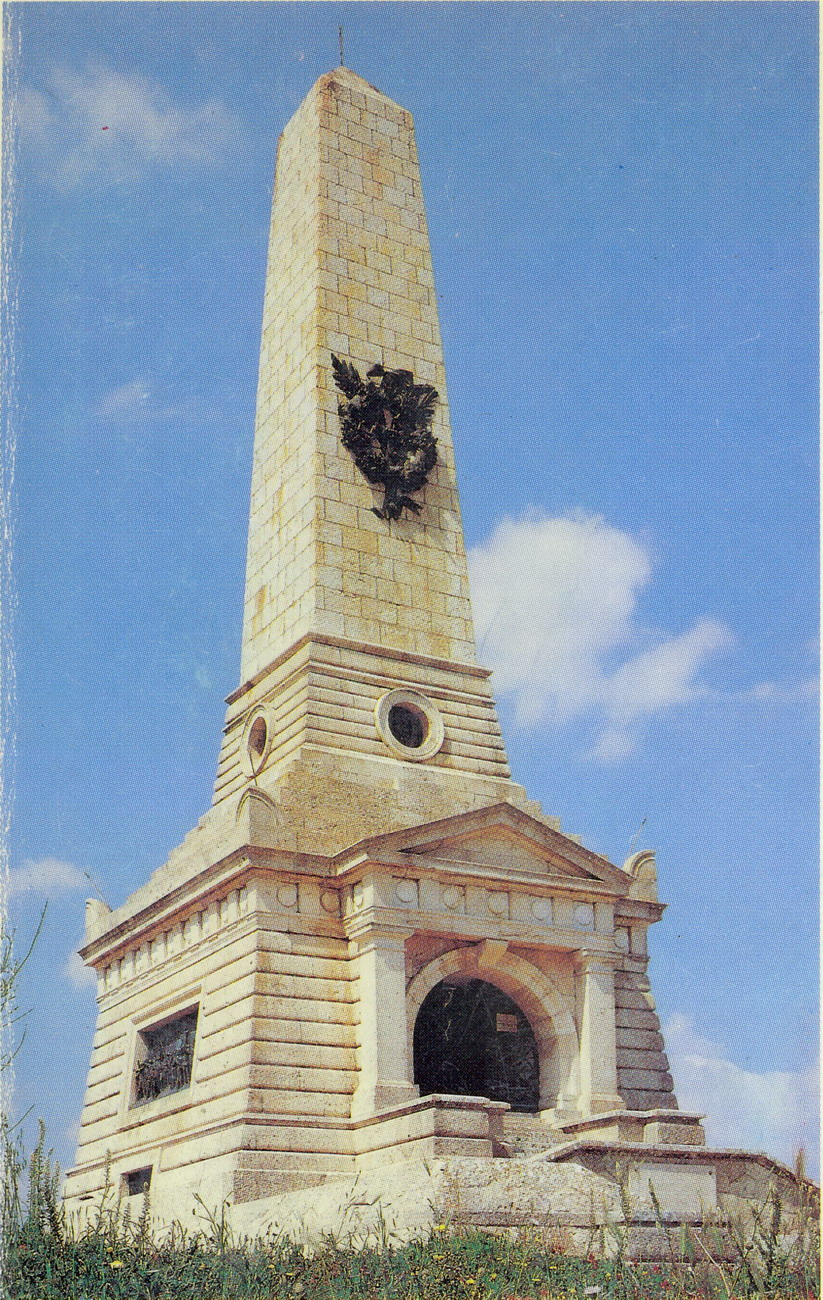
Der 1892 in Calatafimi errichtete Obelisk im Gedenken an die Schlacht

## Weitere Entwicklung
Die Erfolge Garibaldis in Calatafimi, Milazzo und am Volturno bei Neapel schufen die Grundlage für die Einigung ganz Italiens unter dem Haus Savoyen. Aufgrund machtpolitischer Erwägungen, aber auch wegen der internationalen Lage und dem Wunsch, den neuen Staat schnell zu konsolidieren, wurde damals auf den Aufbau eines möglichst föderalen Staates verzichtet, der aber mit den gravierenden kulturellen, sozialen und wirtschaftlichen Unterschieden in den verschiedenen Landesteilen vielleicht besser umgegangen wäre. Stattdessen dehnte man den modernen, aber eher napoleonisch-zentralistischen piemontesischen Staatsapparat auf ganz Italien aus, mit fatalen Konsequenzen vor allem für den Süden des Landes. Das Königreich beider Sizilien hatte fast keine Steuern erhoben und dementsprechend wenig für Infrastruktur, Wirtschaft und Soziales geleistet. Die Gesellschaftsstruktur war noch feudal. Die neuen Herren unternahmen nichts, um dies zu ändern, vor allem, weil sie auf die Unterstützung der örtlichen Eliten angewiesen waren. Es gab keine Wehrpflicht im zeitgenössischen Sinn, auch keine Schulpflicht. Die Erwartungen, die die Menschen in Garibaldi gesetzt hatten, wurden mit der sofortigen Übergabe der Macht an die Piemontesen schnell enttäuscht. Die wegen der vielen ausländischen Invasionen über Jahrhunderte gewachsene süditalienische Mentalität der Staatsfeindlichkeit verschärfte sich nach der Einigung Italiens nicht nur, sie schlug in offene Gewalt gegen den Staat um. Kein „Fremdherrscher“ hatte jemals so umfassend in die „inneren Angelegenheiten“ der süditalienischen Gesellschaft eingegriffen wie die Piemontesen (vor allem mit zum Teil haarsträubend ungerechten Steuern und auch mit der neuen Wehrpflicht, die dringend benötigte Arbeitskräfte von den Feldern holte). Die Regierung in Turin sprach von „Brigantentum“ und entsandte bis zu 140.000 Soldaten zur Wiederherstellung von „Recht und Ordnung“ nach Süditalien, eine besonders im Vergleich zur „Schlacht von Calatafimi“ beeindruckende Zahl. In der Zeit von 1861 bis 1871 herrschte auf Sizilien und im übrigen Süditalien ein blutiger Krieg. Die Bourbonen unterstützten in der Hoffnung auf eine baldige Rückkehr die „Briganten“ nach Kräften aus dem Exil. Nach dem Ende dieses Krieges regelten große Teile der Bevölkerung ihre Angelegenheiten in „parallelen Verwaltungsstrukturen“. (Viele sehen hier die Geburtsstunde der modernen, oft als „ehrenwert“ bezeichneten Mafia.) Für den neuen Staat musste dies entsprechende Konsequenzen für seine innere Verfassung und für die Arbeit seiner Institutionen haben. Besonders betroffen war in den ersten Jahrzehnten nach der Einigung die italienische Armee.